# Коламбус (Илиноис)
Коламбус (енгл. Columbus) град је у америчкој савезној држави Илиноис.

## Демографија
По попису из 2010. године број становника је 99, што је 13 (-11,6%) становника мање него 2000. године.
| Група             | 2000.       | 2010.      |
| Белци             | 106 (94,6%) | 95 (96,0%) |
| Афроамериканци    | 6 (5,4%)    | 1 (1,0%)   |
| Азијати           | 0 (0,0%)    | 0 (0,0%)   |
| Хиспаноамериканци | 0 (0,0%)    | 0 (0,0%)   |
| Укупно            | 112         | 99         |